# Mastercutor
Mastercutor — одиннадцатый студийный альбом группы U.D.O., вышедший в 2007 году.
Название альбома является производным от двух слов: master (с англ. — «главный, старший») и executor (очевидно наиболее подходящим значением в данном случае и будет англ. экзекутор), имея в виду высказывание Удо Диркшнайдера
Он ведущий одного из тупых ток-шоу, гейм-шоу или реалити-шоу, которые мы видим по телевидению 
Оригинальный текст (англ.)He is the host of a stupid talk show, game show or a reality show like the ones we have on TV.
В известной степени (настолько, насколько это возможно для стиля группы) альбом является концептуальным. Начинаясь с приветствия конферансье (Welcome back everybody…), который представляет ведущего вечера «главного экзекутора», альбом продолжается песнями и заканчивается оутро, каждая из которых является частью шоу. По словам Удо Диркшнайдера на самом деле песни нельзя назвать в полной мере связанными, и хотя тексты всех их так или иначе базируются на играх или реалити-шоу, их сочетание не является в полной мере концептуальным.
Диск записывался в период с октября 2006 года по март 2007 года в Roxx Studio в Пульхайме, звукорежиссёром выступили Штефан Кауфманн и Франк «Штуки» Штукстедди (нем. Frank «Stucki» Stuckstedde), тираж выпущен на MM Sound. Концепцию конверта альбома разработала Катя Пиолка (нем. Katja Piolka); она же выполнила фотографии и всю художественную работу.
В поддержку альбома группа летом 2007 года провела европейское турне, а осенью — российско-украинское.

## Список композиций
| №   | Название                     | Перевод названия           | Длительность |
| --- | ---------------------------- | -------------------------- | ------------ |
| 1.  | «Mastercutor»                | «Главный экзекутор»        | 5:17         |
| 2.  | «The Wrong Side of Midnight» | «Изнанка полуночи»         | 4:54         |
| 3.  | «The Instigator»             | «Провокатор»               | 3:48         |
| 4.  | «One Lone Voice»             | «Один одинокий голос»      | 4:21         |
| 5.  | «We Do — For You»            | «Мы делаем это — для тебя» | 4:04         |
| 6.  | «Walker in the Dark»         | «Прохожий в темноте»       | 5:01         |
| 7.  | «Master of Disaster»         | «Хозяин непоправимого»     | 4:15         |
| 8.  | «Tears of a Clown»           | «Слёзы клоуна»             | 3:54         |
| 9.  | «Vendetta»                   | «Вендетта»                 | 4:12         |
| 10. | «The Devil Walks Alone»      | «Дьявол гуляет в одиночку» | 3:21         |
| 11. | «Dead Man’s Eyes»            | «Глаза мёртвого»           | 4:27         |
| 12. | «Crash Bang Crash»           | «Хрясь! Бах! Хрясь!»       | 3:06         |

### Бонусы на ограниченном европейском издании
| №   | Название                                                                                 | Перевод названия               | Длительность |
| --- | ---------------------------------------------------------------------------------------- | ------------------------------ | ------------ |
| 13. | «Borderline» (На ограниченном европейском издании)                                       | «Граница»                      | 4:12         |
| 14. | «Screaming Eagles» (На ограниченном европейском издании)                                 | «Кричащие орлы»                | 3:34         |
| 15. | «Man A King Ruler» (На ограниченном японском издании)                                    | «Человек, правящий как король» |              |
| 16. | «Плачет солдат» (На ограниченном российском издании, «Cry Soldier Cry» на русском языке) |                                |              |

## Синглы
«The Wrong Side of Midnight» (EP) (конец апреля 2007), содержащий две версии заглавной песни, «Streets of Sin», «Man a King Ruler» и русскую версию «Cry Soldier Cry»

## Участники записи
- Удо Диркшнайдер — вокал
- Штефан Кауфманн — гитара
- Игор Джианола — гитара
- Фитти Винхольд — бас-гитара
- Франческо Джовино — ударные